# Spilimbergo
Spilimbergo es una localidad y comune italiana de la provincia de Pordenone, región de Friuli-Venecia Julia, con 12.076 habitantes.

## Evolución demográfica
| Gráfica de evolución demográfica de Spilimbergo entre 1861 y 2001 |
|                                                                   |
| Fuente ISTAT - elaboración gráfica de Wikipedia                   |